# Кумаи, Сюнити
Сюнити Кумаи (яп. 熊井 俊一 Кумаи Сюнити) — японский футболист, вратарь, выступавший за «Университет Васэда» и национальную сборную Японии. Участник Дальневосточных игр 1934 года.

## Биография
Сюнити выступал за футбольную команду университета Киото с 1933 года. В 1934 году его включили в заявку национальную сборную Японии на Дальневосточные игры, проходившие в Маниле. Сюнити начал турнир основным вратарём, дебютировав за сборную 13 мая в матче против сборной Голландской Ост-Индии. Он провёл на поле 68 минут и пропустил шесть мячей, после чего был заменён на Хироси Канадзаву. Встречу со сборной Филиппин Сюнити провёл на скамейке запасных. 20 мая он принял участие в последнем матче Дальневосточных игр против Китайской республики: вратарь отыграл игру целиком, пропустив четыре гола. По итогам турнира сборная Японии заняла последнее место в группе, уступив Филиппинам и Голландской Ост-Индии по дополнительным показателям. Сюнити больше не вызывался в японскую сборную. Он играл за свою университетскую команду до 1935 года. Его судьба после выпуска из университета Васэда неизвестна.

## Статистика выступлений за сборную Японии
| Матчи Кумаи за сборную Японии | Матчи Кумаи за сборную Японии | Матчи Кумаи за сборную Японии | Матчи Кумаи за сборную Японии | Матчи Кумаи за сборную Японии | Матчи Кумаи за сборную Японии |
| №                             | Дата                          | Оппонент                      | Счёт                          | Соревнование                  |                               |
| ----------------------------- | ----------------------------- | ----------------------------- | ----------------------------- | ----------------------------- | ----------------------------- |
| 1                             | 13 мая 1934                   | Голландская Ост-Индия         | 1:7                           | Дальневосточные игры 1934     |                               |
| 2                             | 20 мая 1934                   | Китайская республика          | 3:4                           | Дальневосточные игры 1934     |                               |

Итого: 2 матча / 10 пропущенных голов; 0 побед, 0 ничьих, 2 поражения.